# 유나영
유나영(1985년 4월 5일 ~ )은 대한민국의 EBS 뉴스에서 10년간 근무한 여자 아나운서이다.
2008년 tbs English fm evening show영어리포터로 입사,
2009년 CnM 앵커로 근무,2009년 SBS ESPN 아나운서로 입사하였다가 이듬해 대한항공에서 1년간 근무후 2011년 10월에서 2012년 3월까지  MBN에서 근무, 2012년 4월에서 2021년 8월까지 EBS 뉴스에서 근무했다.

## 학력
- 서강대학교 영어영문학과 학사 졸업

## 진행 프로그램

### 텔레비전
- 베이스볼 S
- 야구이야기,야설

- 생방송 매일 경제

- 나의 성공비결
- EBS 저녁뉴스
- 행복한 교육세상
- 교육대토론
- 통일의 길
- 생각하는 콘서트